# Johannes Bussemacher
Johann Bussemacher ou Johannes Bussemacher (fl. c.1580 – 1613) est un graveur et éditeur allemand.

## Biographie
Bussemacher fut graveur, imprimeur et marchand d'art à Cologne de 1580 à 1613. Ses nombreuses œuvres incluent plusieurs images de saints, ainsi qu'une plaque de grande qualité de Dame Richmuth se relevant d'une transe, prise d'après une fresque de la Basilique des Saints-Apôtres de Cologne. Sa signature varie au fur et à mesure de sa carrière : « Jans. Busse », « J. Bussm. », « Jo Buss », « Johan Bussemec » et « I. Busem ».
Son nom (« Ian Bussemaker ») apparaît sur un ensemble de 13 gravures copiées de Heinrich Aldegrever (Labours of Hercules) et gravées par Pieter Maes ; Bussemacher était probablement leur éditeur.

Œuvres de Johannes Bussemacher
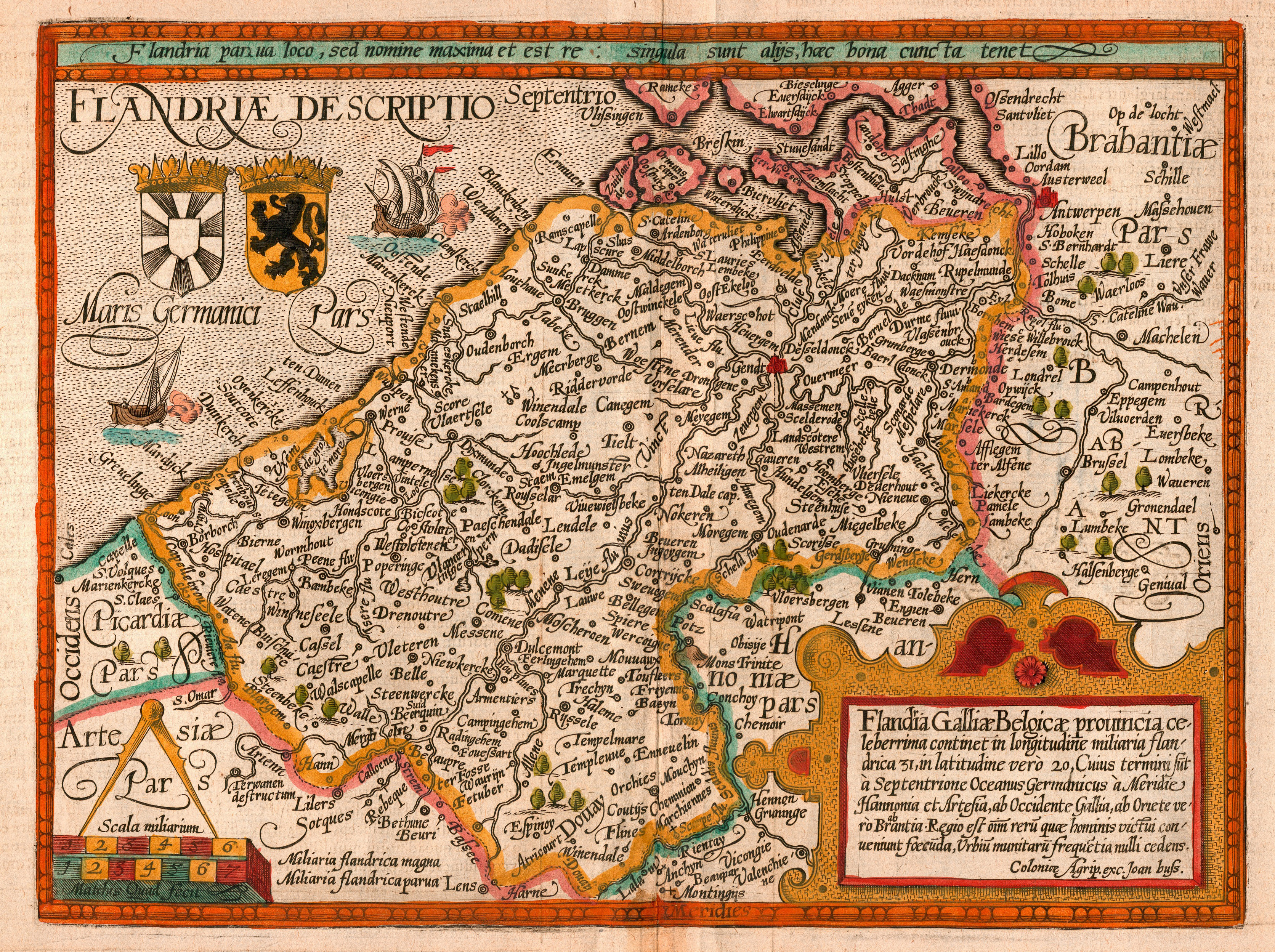
Carte du Comté de Flandres par Matthias Quad (cartographe) et Johann Bussemacher (graveur et imprimeur), 1609.
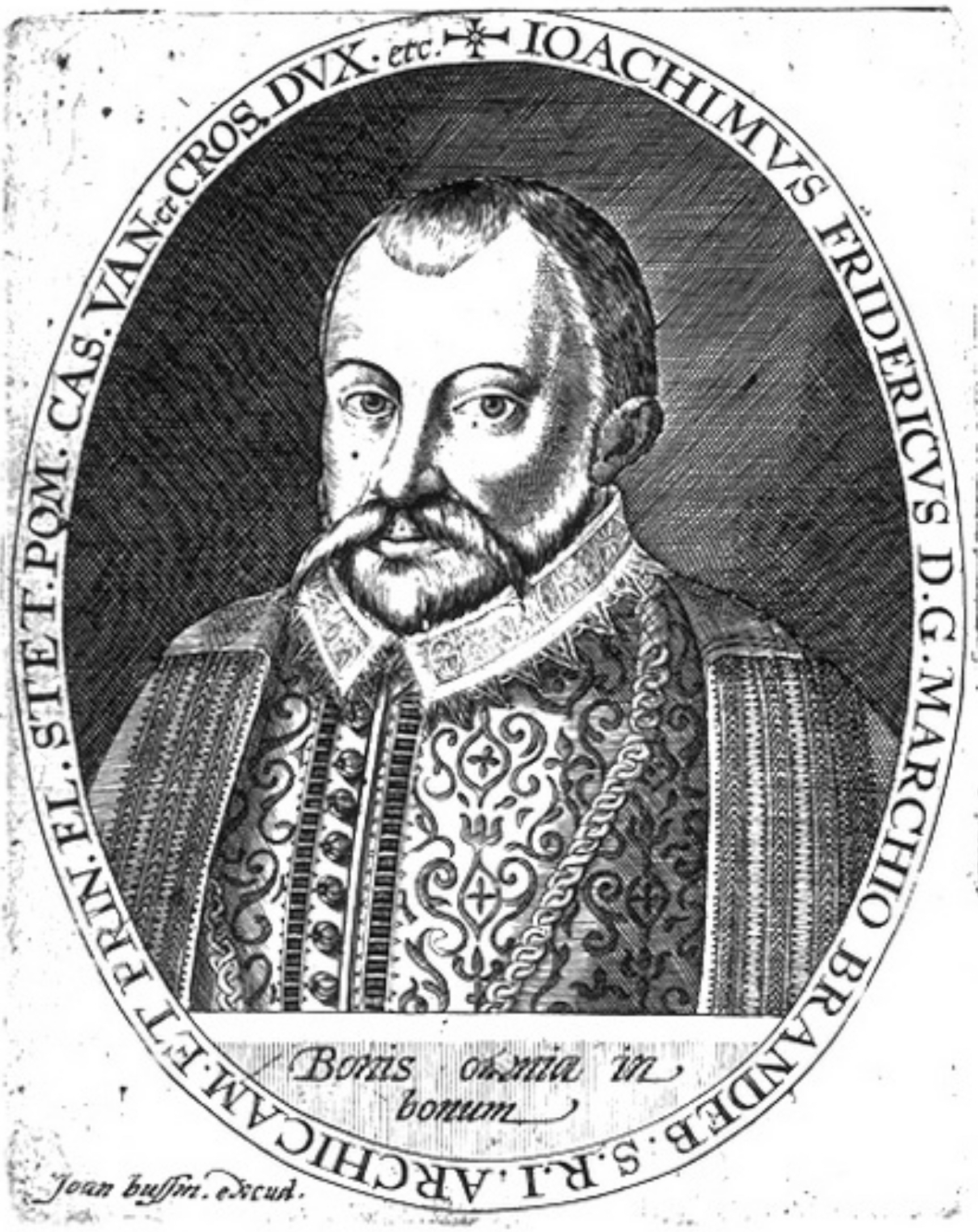
Joachim III Frédéric de Brandebourg, vers 1600.